# Provincia di Monte Plata
Monte Plata è una delle 32 province della Repubblica Dominicana. Il suo capoluogo è Monte Plata.

## Geografia antropica

### Suddivisioni amministrative
La provincia si suddivide in 5 comuni e 6 distretti municipali (distrito municipal - D.M.):
- Bayaguana
- Monte Plata
- Peralvillo
- Sabana Grande de Boyá
- Yamasá